# 土居一斗
土居一斗（日语：／ Doi Kazuto，1992年3月17日—），日本男子帆船运动员。他曾代表日本参加2014年亚洲运动会帆船比赛，获得一枚银牌。他也曾参加2016年夏季奥林匹克运动会。